# Euxoa sexatilis
Euxoa sexatilis là một loài bướm đêm trong họ Noctuidae.